# Mikuni World Stadium
Le Mikuni World Stadium (en japonais : ミクニワールドスタジアム ()) est un stade de football et de rugby à XV situé à Kitakyūshū. Il est le stade résident du club de football Giravanz Kitakyushu.

## Historique
Alors que le Giravanz Kitakyushu, club de football de la ville de Kitakyūshū, accède à la deuxième division du championnat japonais pour la saison 2010 pour la première fois de son histoire, les projets de construction d'un nouveau stade dans la ville naissent. Alors que les premiers plans tablent sur une capacité de moins de 10 000 spectateurs, le chiffre de 15 000 est finalement retenu afin de se conformer aux requis de la J1 League, première division du championnat.
Le site choisi se trouve sur les bords du port Kokura, à 500 mètres de la gare de Kokura. Il offre une vue sur le détroit de Kanmon, séparant les îles de Honshū et Kyūshū,.
La construction commence en avril 2015 pour une durée estimée de presque deux ans,, pour finalement s'achèver en janvier 2017.
Le coût initial de la construction du stade s'élève à 10 millions de yens, dont 3 millions financés par Toto, loterie sportive opérée par le Conseil sportif du Japon,. Il atteint finalement un montant entre 11 millions et 11,5 millions, après avoir décidé de couvrir les tribunes Nord et Sud, ce qui était non compris dans les plans initiaux,.

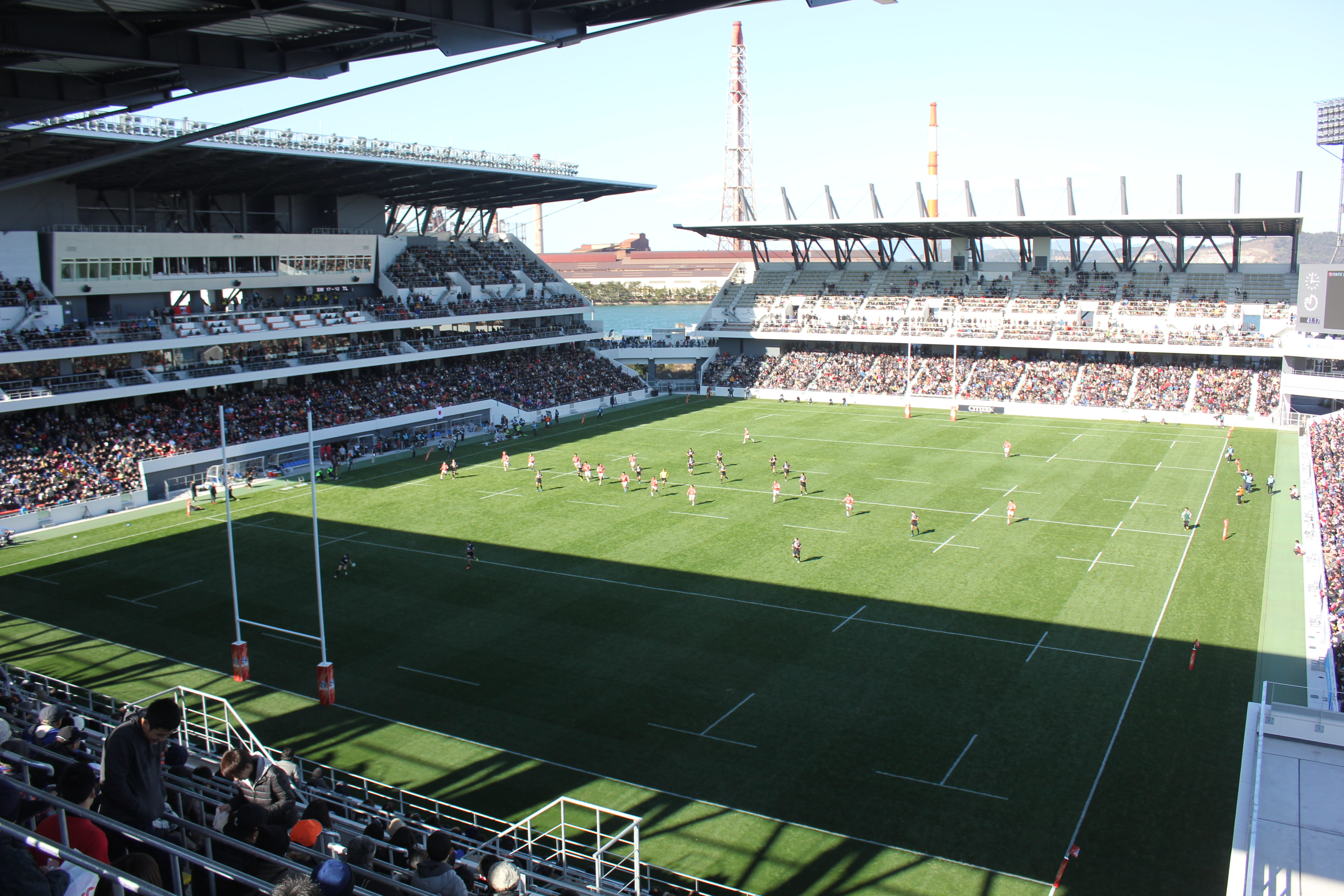
Rencontre de rugby entre les Sunwolves et la sélection All-star Top League, lors de l'inauguration du stade le 18 2 2017.

Avant même les premiers jours de sa mise en service, l'enceinte sportive, jusqu'alors désignée en tant que Kitakyūshū Stadium, bénéficie depuis le 1er février 2017 d'un contrat de naming avec l'entreprise Mikuni (en), s'élevant à 30 millions de yens annuels sur trois ans,,. Il est parfois surnommé « Mikusta ».
Pour son inauguration, un match amical de rugby à XV est organisé le 18 février 2017, opposant les Sunwolves, franchise japonaise de Super Rugby, à une sélection all-star rassemblant les meilleurs joueurs de Top League, championnat national de rugby. Cette rencontre d'exhibition a également un objectif caritatif, afin de récolter des fonds à la suite des séismes de Kumamoto survenus en avril 2016.
Le 12 mars, l'équipe résidente participe au premier match de football joué dans cette enceinte, dans le cadre de la première journée du championnat de 3e division entre Giravanz Kitakyushu et Blaublitz Akita.

## Structures et équipements
Le terrain occupe une surface de 122,6 m sur 85,2 m, tandis que la pelouse s'étend sur 115 m par 78 m. Contrairement à la plupart des stades japonais, aucune piste d'athlétisme ne sépare le terrain des tribunes, le premier rang de ces dernières se situant au miminum à 8 mètres du terrain.
Le stade a une capacité officielle de 15 300 spectateurs.
Une partie de la section inférieure de la tribune Sud est dédiée aux supporteurs du Giravanz Kitakyushu.

## Utilisations
Le Giravanz Kitakyushu, équipe de football de la ville, est le club résident du Mikuni World Stadium.
Dans le cadre de la saison 2016-2017 (en) des Women's Sevens World Series, compétition internationale de rugby à sept organisée par World Rugby, le Tournoi féminin du Japon de rugby à sept est créé. Sous l'égide de la Japan Rugby Football Union, le stade désigné pour accueillir cette épreuve est le Mikuni World Stadium de Kitakyūshū,.
Dans le cadre de la Coupe du monde de rugby 2019, le Mikuni World Stadium est utilisé comme camp d'entraînement par l'équipe du pays de Galles,.